# Nicetas (filho de Iube)

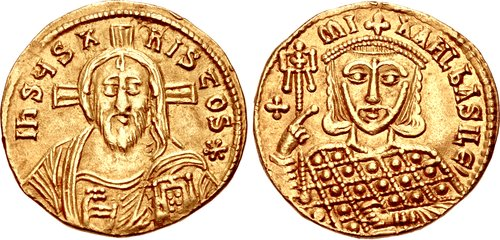
Soldo de r.

Nicetas (em grego: Νικήτας; romaniz.: Nikétas), o filho de Iube, foi um oficial bizantino de origem árabe do século IX e X que serviu como governador (estratego) do Tema Cibirreota em c. 912, durante o reinado do imperador Alexandre (r. 912–913). O ilustre João Iubes que aparece posteriormente no século X provavelmente era um descendente ou parente de Nicetas.

## Biografia
Nicetas é mencionado apenas no Sobre a Administração do Império, um obra compilada em meados do século X pelo imperador Constantino VII Porfirogênito (r. 913–959), segundo a qual era filho de Iube (em grego: Ἰούβη, uma forma helenizada de Aiube). Junto com seu irmão mais velho Case (Haçane), foi escravo do patrício Damião, o paracemomeno do imperador Miguel III, o Ébrio (r. 842–867), implicando que foram capturados como prisioneiros de guerra durante um conflito com os árabes em torno de meados do século IX ou logo depois.
É incerto se os irmãos vieram sozinhos ou com seu pai, sendo possível que chegaram no Império Bizantino como crianças, e até mesmo que Nicetas nasceu lá. Chase permaneceu muçulmano, enquanto Nicetas, cujo nome original não é registrado, foi aparentemente batizado como cristão. Em 912, Nicetas foi nomeado pelo imperador Alexandre (r. 912–913) como governador militar (estratego) do naval Tema Cibirreota, em sucessão de Eustácio. Ele requisitou do imperador que seu filho Abércio fosse nomeado para o posto de catepano dos mardaítas dentro do Tema Cibirreota, o que Alexandre consentiria.